# 1682 en musique classique
| \| • Retour à la chronologie générale de la musique classique • \| |
| Grèce • Rome • Haut Moyen Âge • VIIIe siècle • IXe siècle • Xe siècle • XIe siècle XIIe siècle • XIIIe siècle • XIVe siècle • XVe siècle • XVIe siècle • XVIIe siècle XVIIIe siècle • XIXe siècle • XXe siècle • XXIe siècle |
| • Retour à la chronologie générale de la musique classique • |

| Années en musique classique : 1679 - 1680 - 1681 - 1682 - 1683 - 1684 - 1685    |
| Décennies en musique classique : 1650 - 1660 - 1670 - 1680 - 1690 - 1700 - 1710 |

## Œuvres
- 17 avril : création de Persée, tragédie en musique de Jean-Baptiste Lully.
- Livre de noëls variés de Nicolas Gigault.
- Premier livre de guitare de Robert de Visée.
- Vénus et Adonis, opéra de John Blow.
- Les Plaisirs de Versailles, H480, pastorale de Marc-Antoine Charpentier.
- L'Oreste de Giacomo Antonio Perti.
- Armonico tributo de Georg Muffat

## Naissances

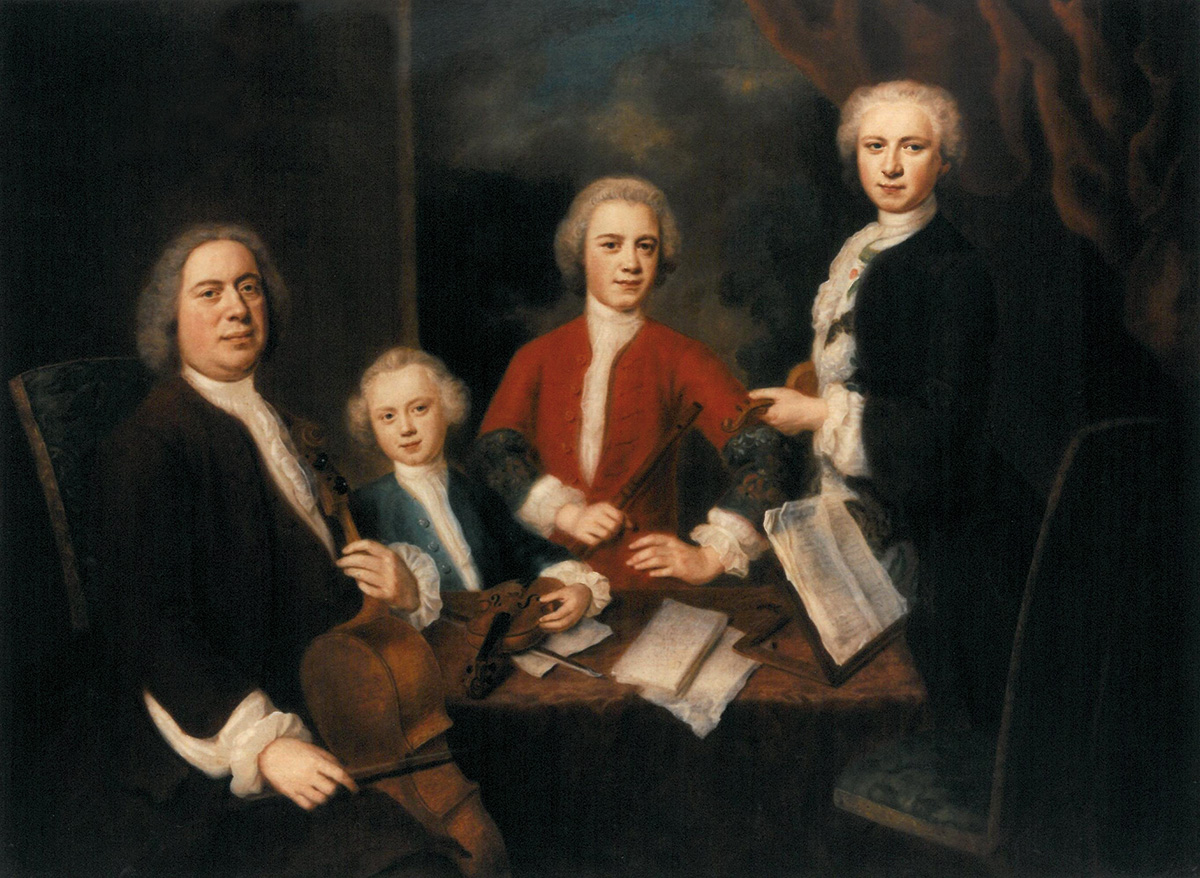
Christian Ferdinand Abel avec ses 3 fils

- 3 avril : Valentin Rathgeber, compositeur, organiste et  maître de chœur allemand († 2 juin 1750).
- 11 avril : Jean-Joseph Mouret, compositeur français († 22 décembre 1738).
- juillet : Christian Ferdinand Abel, violoniste, violoncelliste et gambiste allemand († 3 avril 1761).

Date indéterminée :
- Grazio Braccioli, juriste italien de Ferrare, également librettiste d'opéras († 1752).
- Giacomo Cervetto, violoncelliste italien († 14 janvier 1783).
- Jean-François Dandrieu, compositeur français († 17 janvier 1738).
- Johann Christian Schickhardt, compositeur allemand († vers le 25 mars 1762).

## Décès
- 25 février : Alessandro Stradella, compositeur italien (° 3 avril 1639).
- 22 novembre : Johann Wilhelm Furchheim, compositeur allemand (° 1635).
- 19 décembre : Gaspar de Verlit, compositeur brabançon (° 22 mai 1622).

Date indéterminée :
- Pierre de Nyert, chanteur d'opéra français (° 1597).